# Pomnik Ottona von Bismarcka w Giszowcu
Pomnik Ottona von Bismarcka w Giszowcu – istniejący od około 1910 do około 1938 roku pomnik w Giszowcu (od 31 grudnia 1959 roku część Katowic), który znajdował się na ścianie budynku urzędu obszaru dworskiego Giszowiec przy Rynku (późniejszy plac Pod Lipami). Przedstawiał pierwotnie Ottona von Bismarcka stylizowanego na rycerza Rolanda, a w 1933 roku przerobiono go na króla Jana III Sobieskiego.

## Historia
Pomnik powstał w narożniku budynku urzędu obszaru dworskiego Giszowiec zaprojektowanego przez Emila i Georga Zillmannów, do budowy którego przystąpiono w 1910 roku.
Statua znajdowała w narożniku gmachu, kilka metrów nad ziemią. Przedstawiała niemieckiego kanclerza Ottona von Bismarcka wystylizowanego zgodnie z ówczesną modą na Rolanda, który był wzorem rycerza chrześcijańskiego ginącego za swojego króla i wiarę. Jego etos był wykorzystywany propagandowo dla zidealizowania postaci Bismarcka, przez co na pomnikach był on wyposażany w średniowieczne atrybuty rycerskie, zacierając w ten sposób jego tożsamość.
Kształt giszowieckiego pomnika wymyślił Anton Uthemann, dyrektor koncernu Georg von Giesches Erben, który darzył kanclerza dużym szacunkiem. W pierwotniej koncepcji Bismarck miał nie mieć przy sobie miecza, co jednak zdaniem Uthemanna „było nie do pomyślenia”, dlatego też projekt został przez Zillmannów poprawiony. Monument Bismarcka na pocztówkach z początków XX wieku określano jako „Der Roland von Gieschewald” (z niem. Roland z Giszowca).
Po przyłączeniu w 1922 roku części Górnego Śląska do Polski (wraz z Giszowcem) polscy działacze zaczęli się domagać usunięcia z budynku urzędu pomnika Bismarcka. Stosowną rezolucję w tej sprawie podjęto 6 marca 1923 roku na wiecu oświatowym zorganizowanym przez Towarzystwo Czytelni Ludowych, którą następnie przekazano posłowi do Sejmu Śląskiemu Michałowi Grajce.
Niezależnie od tego, jeszcze w 1923 roku z pomnika Bismarcka-Rolanda nieznani sprawcy odrąbali głowę. Sama sylwetka rycerza nie budziła negatywnych emocji wśród mieszkańców i dopiero w 1933 roku postanowiono wykorzystać okaleczony monument do uhonorowania króla Polski Jana III Sobieskiego, osadzając na nim jego głowę. W ten też sposób uczczono 250. rocznicę bitwy pod Wiedniem.
Mieszkańcom nie spodobał się nowy wygląd figury, dlatego też pomnik Jana III Sobieskiego bazujący na Ottonie von Bismarcku został rozebrany około 1938 roku. Sam zaś budynek dawnego urzędu obszaru dworskiego Giszowiec został rozebrany na przełomie lat 60. i 70. XX wieku wraz z przebudową Giszowca i budową osiedla mieszkaniowego dla pracowników kopalni „Staszic”.